# Robert Melançon
Robert Melançon, né le 12 mai 1947, dans le quartier de Verdun, à Montréal, est un poète, professeur, traducteur et critique littéraire québécois.

## Biographie
Titulaire d'un doctorat, Robert Melançon a étudié au Collège Sainte-Marie, à l’Université de Montréal (licence, 1969) et à l’Université de Tours (maîtrise, 1970; doctorat, 1972). Sa thèse de 3e cycle s’intitulait « La poétique de l'image en France, de Philippe Desportes à Claude Hopil, 1570-1630 ». De 1972 à 2007, il a été professeur au département d'études françaises de l'Université de Montréal, dont il a été fait professeur émérite. « Enseignant, chercheur, essayiste, traducteur, éditeur et poète, son parcours présente plusieurs facettes et lui a valu une grande renommée au pays et à l'étranger,. »
Parmi les champs d'études auxquels il s'est consacré, l'étude de la poésie de la Renaissance occupe la première place. On lui doit notamment des ouvrages portants sur Pétrarque, Montaigne, Jodelle, Marguerite de Navarre et Joachim de Bellay. Il a également poussé ses études autour de la littérature du 20e siècle. Il a préparé, pour la collection Bibliothèque de la Pléiade, deux volumes d'édition critique sur l'œuvre de Francis Ponge et approfondissant l'étude des auteurs Jacques Roubaud et André Malraux.
Il est également spécialiste de la littérature québécoise. En plus d'avoir publié plusieurs articles à ce sujet, il a fait paraître un ouvrage intitulé Qu'est-ce qu'un classique québécois ? et dirigé l'édition poèmes de Paul-Marie Lapointe. Il a collaboré à plusieurs revues québécoises, notamment Liberté, Ellipse, Renaissance et réforme, Études françaises, Voix et images, La Revue des sciences humaines, Estuaire, Écrits du Canada français, et au quotidien Le Devoir,. De 1987 à 1991, il y a dirigé la revue Études françaises.
« Au cours des trente dernières années, [il] a dirigé un nombre important de mémoires et de thèses et a participé à d'innombrables colloques. Au sein de l'Université, il s'est aussi engagé, au fil des ans, dans l'administration et le service à ses collègues, tant dans son département et dans sa faculté, que dans l'ensemble de la communauté. »
En dehors de l'Université, il s'est également démarqué en tant que poète, signant plusieurs recueils de poésie dont : Peinture aveugle, Au petit matin (avec Jacques Brault), ainsi que Le paradis des apparences.

## Publications

### Poésie
- Inscriptions, poèmes avec neuf eaux-fortes de Gisèle Verrault, Montréal, L’Obsidienne, 1978, 13 p.
- Peinture aveugle. Poésie, Montréal, VLB éditeur, 1979, 88 p. Traduction : Blind Painting, traduction de Philip Stratford, Montréal, Signal, 1985, 109 p.  (ISBN 0919890679) Réédition : Montréal, Éditions du Noroît, 2010, 64 p.  (ISBN 978-2-89018-641-5)
- Territoire. Poème, Montréal, VLB éditeur, 1981, 77 p.  (ISBN 2890051161)
- Au petit matin, Montréal, Éditions de l'Hexagone, coll. « Poésie », no 95, 1993, 57 p. Avec Jacques Brault.  (ISBN 2-89006-489-1)
- L'avant-printemps à Montréal. Poésie, Montréal, VLB éditeur, 1994, 60 p.  (ISBN 2-89005-567-1) Réédition : Montréal, Éditions du Noroît, 2014 (édition revue), 66 p.  (ISBN 9782890189072)
- Le dessinateur, Montréal, Éditions du Noroît, 2001, 56 p.  (ISBN 2-89018-460-9)
- Exercices de désœuvrement, Montréal, Éditions du Noroît, coll. « Chemins de traverse », 2002, 107 p.  (ISBN 2-89018-491-9)
- Le paradis des apparences. Essai de poèmes réalistes, Montréal, Éditions du Noroît, 2004, 144 p.  (ISBN 2-89018-530-3)
- Quartiers d'hiver, photographies d'Yves Laroche, préface d'André Duhaime, Lyon, Association française de haïku, 2007, 33 p.
- Sur la table vitrée. Renku, Ottawa, Éditions David, coll. « Haïku », 2009, 96 p. Avec Francine Chicoine.  (ISBN 978-2-89597-114-6)
- Questions et propositions sur la poésie, Montréal, Éditions du Noroît, coll. « Chemins de traverse », 2014, 56 p.  (ISBN 9782890188655)

### Essais
- Paul-Marie Lapointe, Paris, Seghers, coll. « Poètes d’aujourd’hui », no 254, 1987, 201 p.  (ISBN 2232100316)
- Qu'est-ce qu'un classique québécois ?, Montréal, Fides et Presses de l’Université de Montréal, coll. « Les grandes conférences », 2004, 58 p.  (ISBN 2-7621-2619-3)  (ISBN 2-7606-1972-9)
- Pour une poésie impure, Montréal, Boréal, coll. « Papiers collés », 2015, 206 p.  (ISBN 9782764623343)

### Éditions de textes
- Huston, James, Répertoire national, édité par Robert Melançon, Montréal, VLB éditeur, 1982, 4 vol.  (ISBN 2890051617)  (ISBN 2890051625)  (ISBN 2890051633)  (ISBN 2890051641)
- Jodelle, Étienne, L’amour obscur, poèmes choisis et présentés par Robert Melançon, Paris, La différence, coll. « Orphée », 1991, 191 p.  (ISBN 2729107320)  (ISSN 0993-8672)
- Le portatif d’histoire littéraire, Montréal, Université de Montréal, Département d’études françaises, coll. « Paragraphes », no 15, 1998, xxv/697 p. Anthologie éditée par Élisabeth Nardout-Lafarge, Robert Melançon et Stéphane Vachon.  (ISBN 2-921447-08-8)  (ISSN 0843-5235)

### Ouvrages collectifs
- Les voies de l’invention aux XVIe et XVIIe siècles. Études génétiques, sous la dir. de Bernard Beugnot et Robert Melançon, Montréal, Université de Montréal, Département d’études françaises, coll. « Paragraphes », no 9, 1993, 232 p.  (ISBN 2-921447-02-9)  (ISSN 0843-5235)
- Inventaire, lecture, invention. Mélanges de critique et d'histoire littéraires offerts à Bernard Beugnot, sous la dir. de Jacinthe Martel et Robert Melançon, Montréal, Université de Montréal, Département d'études françaises, coll. « Paragraphes », no 18, 1999, 447 p. Ill.  (ISBN 2-921447-11-8)  (ISSN 0843-5235)
- « Variétés », numéro sous la direction de Robert Melançon, Études françaises, vol. 27-2, automne 1991, 126 p. (lire en ligne)

### Traductions
- Belleau, André, «Du dialogisme bakhtinien à la narratologie», Études françaises, vol. 23, no 3, hiver 1988, p. 9-17. Traduction par Robert Melançon d’une communication présentée en anglais par André Belleau au colloque international de Cagliari, Bakhtin as Theorist of Dialogue, en mai 1985 et publiée en italien en 1986. Repris dans Notre Rabelais, Montréal, Boréal, coll. « Papiers collés », 1990, p. 157-168.
- Klein, A.M., Le second rouleau. Roman, traduit de l'anglais par Charlotte Melançon et Robert Melançon, Montréal, Boréal, 1990, 217 p.  (ISBN 2890523241)
- Siblin, Eric, Les suites pour violoncelle seul : en quête d'un chef-d'œuvre baroque, traduit de l'anglais par Robert Melançon, Montréal, Fides, coll. « Biblio-Fides », 2015, 369 p.  (ISBN 9782762139068)

### Articles et chapitres de livres (sélection)
- « Qu’est-ce que la littérature québécoise ? », Revue des sciences humaines, no 173, janvier-mars 1979, p. 7-24.
- « L’histoire littéraire aujourd’hui : perspectives théoriques », Revue d’histoire littéraire du Québec et du Canada français, no 2, 1980-1981, p. 11-24.  (ISSN 0228-8796)  (ISBN 2-89007-453-6)
- « Ph.D, écrivain », Liberté, no 169, février 1987, p. 32-38. Sur André Belleau.  (ISSN 0024-2020)
- « Belleau », Liberté, no 170, avril 1987, p. 137-139. Sur André Belleau.  (ISSN 0024-2020)
- « Du bon usage des colloques », Études françaises, vol. 27, no 3, 1991, 119-127.  (ISSN 0014-2085)
- « Autres éclaircies », dans Benoît Melançon et Pierre Popovic (sous la dir. de), Miscellanées en l’honneur de Gilles Marcotte, Montréal, Fides, 1995, p. 45-61. Avec Jacques Brault.  (ISBN 2-7621-1849-2)
- « L’Université éduque-t-elle ? », Littératures, no 14, 1996, p. 115-129. Revue publiée par l’Université McGill.  (ISSN 0838-1453)
- « L’état des études françaises au Canada », Cahiers de l’Association internationale des études françaises, no 50, mai 1998, p. 59-72.  (ISSN 0571-5865)
- « Le printemps du sacre », Liberté, no 241, février 1999, p. 130-132.  (ISSN 0024-2020)
- « La main à la plume », Liberté, no 246, décembre 1999, p. 6-9.  (ISSN 0024-2020)
- « Lire, cette pratique… Lecture de “Un bon coup de guillotine” de Saint-Denys Garneau », Voix et images, no 71, hiver 1999, p. 289-300.  (ISSN 0318-9201)
- « Un portrait fragmentaire de Bernard Beugnot », dans Jacinthe Martel et Robert Melançon (sous la dir. de), Inventaire, lecture, invention. Mélanges de critique et d'histoire littéraires offerts à Bernard Beugnot, Montréal, Université de Montréal, Département d'études françaises, coll. « Paragraphes », no 18, 1999, p. 5-9. Avec Jacinthe Martel  (ISBN 2-921447-11-8)  (ISSN 0843-5235)
- « Bibliographie des travaux de Bernard Beugnot », dans Jacinthe Martel et Robert Melançon (sous la dir. de), Inventaire, lecture, invention. Mélanges de critique et d'histoire littéraires offerts à Bernard Beugnot, Montréal, Université de Montréal, Département d'études françaises, coll. « Paragraphes », no 18, 1999, p. 11-27. Avec Nicoletta Dolce et Jacinthe Martel.  (ISBN 2-921447-11-8)  (ISSN 0843-5235)
- « Près du monde et du bruit : un discours de la retraite à la fin du XIXe siècle », dans Jacinthe Martel et Robert Melançon (sous la dir. de), Inventaire, lecture, invention. Mélanges de critique et d'histoire littéraires offerts à Bernard Beugnot, Montréal, Université de Montréal, Département d'études françaises, coll. « Paragraphes », no 18, 1999, p. 327-337.  (ISBN 2-921447-11-8)  (ISSN 0843-5235)
- « Objets de spéculation », L’inconvénient, no 1, mars 2000, p. 51-62.  (ISSN 1492-1197)
- « Quatre poèmes naïfs », Liberté, no 248, avril 2000, p. 35-38.  (ISSN 0024-2020)
- François-Xavier Garneau, Poèmes, Québec, Nota bene, collection « Cahiers du Centre Hector-De Saint-Denys-Garneau », no 1, 2008, 171 p. Édition intégrale préparée sous la direction de François Dumont; postface de Robert Melançon.  (ISBN 978-2-89518-271-9)
- « 1724 • Joseph François Lafitau. Mœurs des sauvages américains, comparées aux mœurs des premiers temps », dans Claude Corbo (sous la dir. de), Monuments intellectuels de la Nouvelle-France et du Québec ancien. Aux origines d’une tradition culturelle, Montréal, Presses de l’Université de Montréal, coll. « Corpus », 2014, p. 105-117.  (ISBN 978-2-7606-3412-1)
- « L’écrivain », Études françaises, vol. 53, no 1, 2017, p. 121-123. Sur Gilles Marcotte.  (ISSN 0014-2085)  (ISBN 978-2-7606-3740-5)

## Prix et honneurs
- 1979 : Prix du Gouverneur général 1979, Peinture aveugle[3] ;
- 1990 : Prix du Gouverneur général 1990, pour la traduction de Le second rouleau, avec Charlotte Melançon[3] ;
- 1992 : Membre de la Société royale du Canada[3] ;
- 2003 : Prix Victor-Barbeau, Exercices de désœuvrement[3] ;
- 2005 : Prix Alain-Grandbois, Le paradis des apparences. Essai de poèmes réalistes[3].